# Bílé privilegium
Bílé privilegium či privilegium bílé pleti je společenské privilegium, které v některých společnostech zvýhodňuje bělochy oproti lidem jiné než bílé pleti, zejména pokud se jinak nacházejí ve stejných sociálních, politických nebo ekonomických podmínkách. Má kořeny v evropském kolonialismu a imperialismu a atlantickém obchodu s otroky a vyvinul se za okolností které se obecně snažily chránit privilegia, občanství a další práva či zvláštní výhody bělochů.
Tento koncept se při vědeckém zkoumání používá k analýze toho, jak rasismus a společnosti s rasovou sociální nerovností ovlivňují životy bělochů nebo lidí bílé pleti. Například americká akademička Peggy McIntoshová popsala výhody, kterým se běloši v západních společnostech těší a které běloši nezažívají, jako "neviditelný balíček nezasloužených výhod". Bílé privilegium označuje zjevné i méně zjevné pasivní výhody, které si běloši nemusí uvědomovat, což ho odlišuje od zjevných předsudků nebo zaujatosti. Patří mezi ně kulturní potvrzení vlastní hodnoty, předpokládané vyšší společenské postavení a svoboda pohybu, nakupování, práce, zábavy a projevu. Důsledky se projevují v profesním, vzdělávacím i osobním kontextu. Koncept bílého privilegia také znamená právo předpokládat univerzálnost vlastních zkušeností, označovat ostatní za odlišné nebo výjimečné, zatímco sebe sama vnímat jako normálního.
Bílé privilegium je společenský fenomén, který se prolíná s rasou a rasismem. Americká antropologická asociace uvádí, že "rasový" světonázor byl vynalezen proto, aby některé skupiny měly věčně nízký status, zatímco jiným byl umožněn přístup k privilegiím, moci a bohatství." Ačkoli definice "bílého privilegia" je poněkud proměnlivá, obecně se má za to, že jde o implicitní nebo systémové výhody, které mají lidé, kteří jsou považováni za bílé, oproti lidem, kteří za bílé považováni nejsou. Jako druh bílého privilegia se často označuje i to, že člověk nemusí zažívat podezření a jiné nepříznivé reakce na svou rasu. Tento termín se používá v diskusích zaměřených na většinou skryté výhody, které mají běloši ve společnosti, kde převládá rasismus a bělošství je považováno za normální, spíše než na újmu lidí, kteří jsou objektem rasismu. Většina definic a diskusí o tomto konceptu proto vychází z McIntoshové metafory "neviditelného batohu", který běloši podvědomě "nosí" ve společnosti, kde převládá rasismus.
Někteří vědci tvrdí, že tento termín používá pojem "bělošství" jako náhražku za třídní či jiná sociální privilegia nebo jako prostředek, který odvádí pozornost od hlubších základních problémů nerovnosti. Jiní uvádějí, že nejde o to, že by bělošství bylo zástupným znakem, ale že je s ním propojeno mnoho dalších sociálních privilegií, což vyžaduje komplexní a pečlivou analýzu, aby se zjistilo, jak bělošství přispívá k privilegiím. Jiní autoři navrhují alternativní definice bělošství a výjimky či hranice bělošské identity, přičemž tvrdí, že koncept bělošského privilegia ignoruje důležité rozdíly mezi bělošskými subpopulacemi a jednotlivci, a naznačují, že pojem bělošství nemůže zahrnovat všechny bělochy. Upozorňují na problém uznání různorodosti lidí s jinou než bílou barvou pleti a etnickou příslušností v rámci těchto skupin.
Někteří autoři poznamenávají, že "akademicky znějící pojem bílého privilegia" někdy vyvolává mezi bělochy odpor a nepochopení, částečně kvůli tomu, jak se pojem bílého privilegia rychle dostal do centra pozornosti sociálních médií prostřednictvím kampaní, jako je Black Lives Matter. Jako vědecký koncept, který se do hlavního proudu dostal teprve nedávno, bývá pojem bílého privilegia neakademickou veřejností často dezinterpretován. Někteří akademici, kteří problematiku bílého privilegia nerušeně studovali po desetiletí, byli překvapeni zdánlivě náhlým nepřátelstvím pravicových kritiků přibližně od roku 2014.